# Ganeung (métro de Séoul)
Ganeung (hangeul : 가능 ; hanja : 佳陵 en anglais : Eulji University Medical Center)) est une station de passage de la ligne 1 du métro de Séoul. Elle est située au 633 Pyeonghwa-ro, au nord e la ville d'Uijeongbu, sur le territoire de la province Gyeonggi, au nord-est de Séoul en Corée du Sud. 
Anciennement une gare dite Gareug est ouverte en 1961 et fermée en 1963, puis la station Uijeongbu Bukbu est ouverte en 1987 et fermée en 2006 du fait de son remplacement par la nouvelle station Ganeung. elle est desservie par des circulations d'omnibus de la ligne 1.

## Situation sur le réseau

Plan du réseau (2023)

La station en aérien Ganeung de la ligne Gyeongwon est une station de passage de la ligne 1 du métro de Séoul, après la station Uijeongbu, en direction du terminus ouest Incheon ou du terminus sud Sinchang via la station de bifurcation Guro, et avant la station Nogyang en direction du terminus nord Yeoncheon,..

## Histoire

### Gare
La gare alors dénommée Gareug est mise en service le 10 juillet 1861. Elle est supprimée le 20 août 1963,,. 

### Station de la ligne 1
Une station nommée Uijeongbu Bukbu est mise en service le 5 octobre 1987. Elle est le terminus nord de la ligne 1 jusqu'à sa fermeture le 15 décembre 2006 pour son remplacement par une nouvelle station sur un nouvel emplacment. La nouvelle station est achevée le 19 août 2005 et mise en service, avec son nouveau nom: Ganeung,  le 15 décembre 2006, lors de l'ouverture à l'exploitation de la ligne 1 jusqu'à Soyosan,,.
Le 26 décembre 2016 a lieu la mise en service des portes palières.

## Services aux voyageurs

### Accès et accueil
Situé au 633 Pyeonghwa-ro, la station dispose de trois accès en rez-de-chaussée avec divers commerces et services. Le premier niveau permet d'accéder aux quais qui sont au deuxième niveau.

### Desserte
Nogyang dispose de deux quais numérotés 1 et 2. Ils sont équipés de portes palières et desservis par les rames omnibus de cette branche de la ligne 1.

installation et desserte
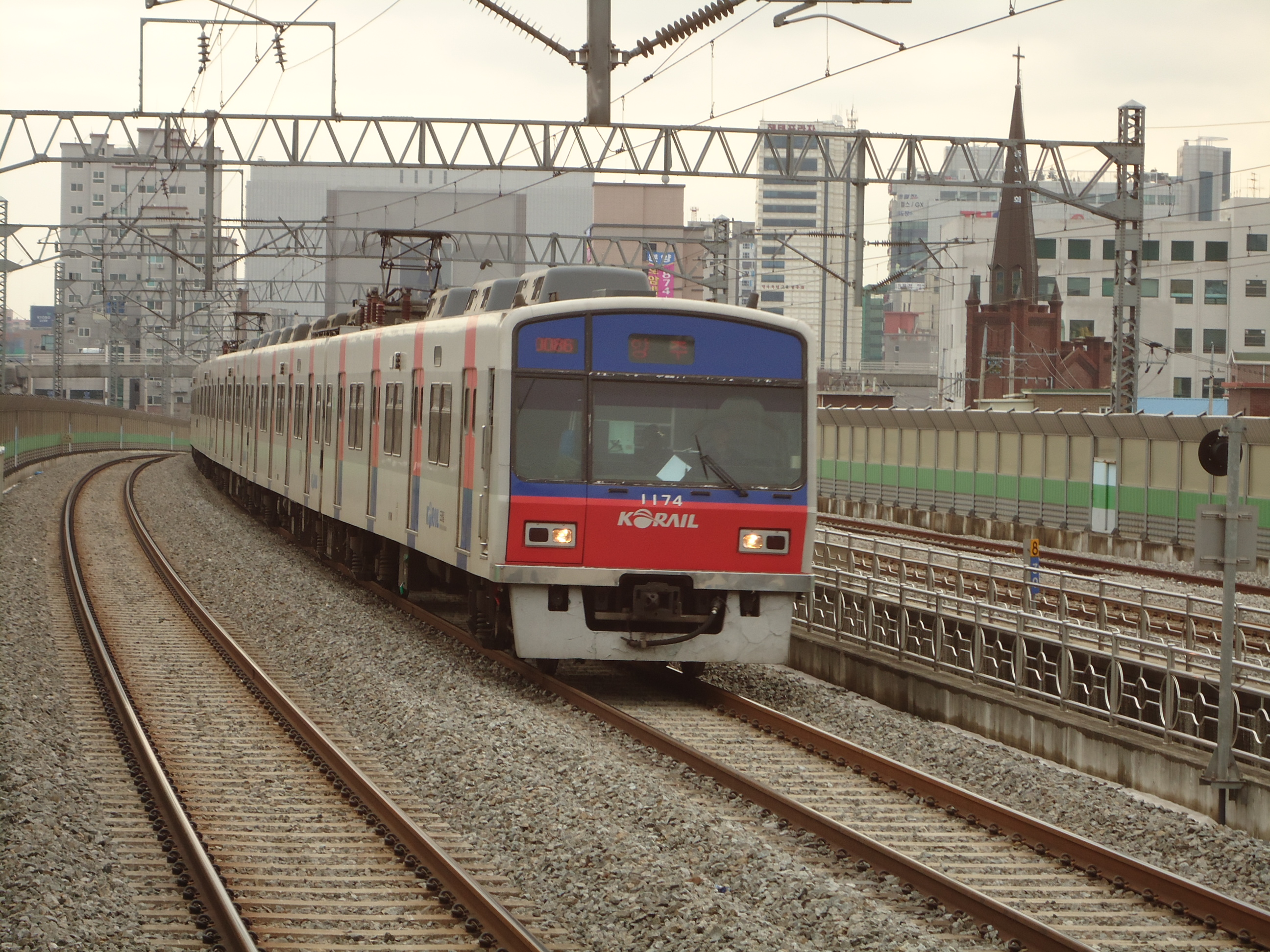
Arrivée d'une rame en 2012.
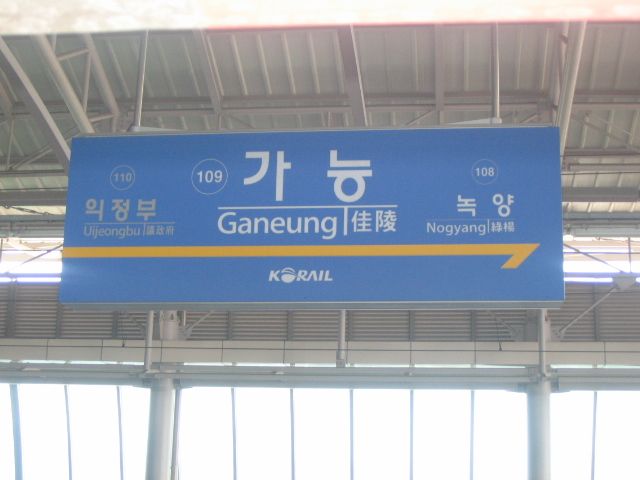
Panneau de station en 2009.
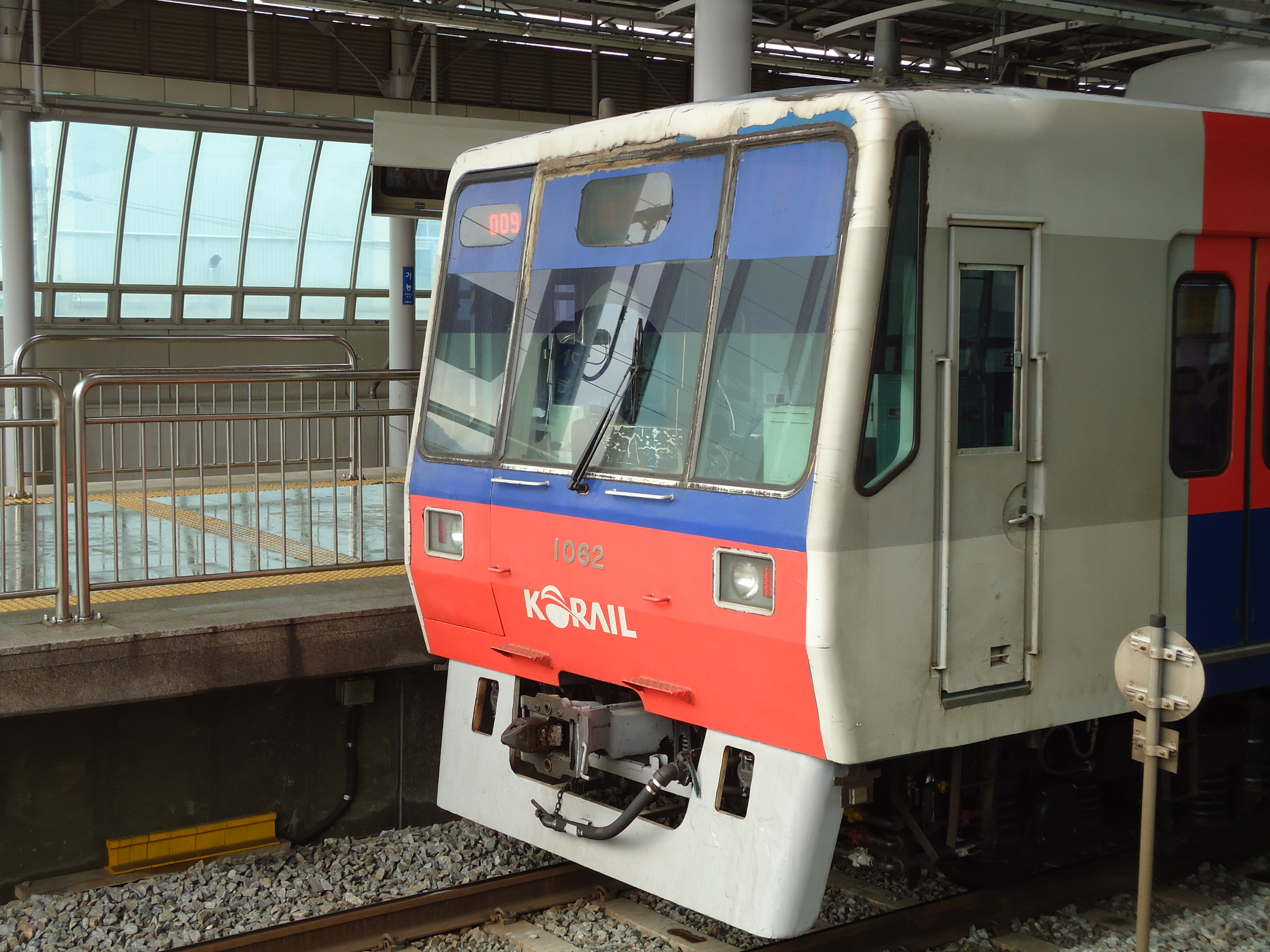
Rame à quai en 2012

### Intermodalité
À proximité des accès à la station des arrêts de bus sont situés sur la Ganeung-ro et la Pyeonghwa-ro. Ils sont desservis : sur la Ganeung-ro par les lignes : bleues : 8, 12, 34, 38 et 360 ; verte : 208 et sur la Pyeonghwa-ro, par les lignes bleues 7, 25-1, 25-2, 31, 35, 39 et 106.